# فهرست نمایندگان دائم ایران در دفتر سازمان ملل متحد در ژنو
دفتر سازمان ملل متحد در ژنو، یکی از چهار دفتر اصلی سازمان ملل متحد می‌باشد که ایران نیز همانند دیگر کشورها در آن نماینده و سفیر دارد. 

## فهرست
فهرست نمایندگان دائم ایران در آن به شرح ذیل است:
| نماینده              | شروع تصدی     | پایان تصدی     |
| پهلوی                | پهلوی         | پهلوی          |
| -------------------- | ------------- | -------------- |
| رحمت اتابکی          | ۱۳۴۷          | ۱۳۴۹           |
| محمدعلی مسعود انصاری | ۱۳۴۹          | ۱۳۵۰           |
| خسرو هدایت           | ۱۳۵۰          | ۱۳۵۲           |
| منوچهر فرتاش         | ۱۳۵۲          | ۱۳۵۷           |
| جعفر ندیم            | بهمن ماه ۱۳۵۷ | اسفند ماه ۱۳۵۷ |
| جمهوری اسلامی        |               |                |
| کاظم رجوی            | ۱۳۵۷          | ۱۳۵۹           |
| مصطفی دبیری          | ۱۳۵۹          | ۱۳۶۱           |
| نصرالله کاظمی کامیاب | ۱۳۶۱          | ۱۳۶۵           |
| سیروس ناصری          | ۱۳۶۵          | ۱۳۷۶           |
| سید علی خرم          | ۱۳۷۶          | ۱۳۸۰           |
| محمدرضا البرزی       | ۱۳۸۰          | ۱۳۸۴           |
| علیرضا معیری         | ۱۳۸۴          | ۱۳۸۸           |
| سید محمدرضا سجادی    | ۱۳۸۸          | ۱۳۹۲           |
| محسن نذیری‌اصل        | ۱۳۹۲          | ۱۳۹۷           |
| اسماعیل بقایی        | ۱۳۹۷          | ۱۴۰۱           |
| علی بحرینی           | ۱۴۰۱          | تاکنون         |